# Pycnoscelus semivitreus
Pycnoscelus semivitreus es una especie de cucarachas del género Pycnoscelus, familia Blaberidae.

## Historia
Fue descrito por primera vez en 1967 por Karlis Princis.